# Asienmesterskabet i håndbold 2006 (mænd)
Asienmesterskabet i håndbold for mænd 2006 var det 12. asiatiske mesterskab i håndbold for mænd, og turneringen blev afviklet i Nimibutr Stadium i Bangkok, Thailand i perioden 12. – 21. februar 2006 med deltagelse af ni hold.
Mesterskabet blev vundet af Kuwait, som i finalen vandt 33-30 over Sydkorea. Det var tredje gang at træk at Kuwait blev Asienmestre for mænd og fjerde gang i alt. Bronzemedaljerne blev for andet mesterskab i træk vundet af Qatar, som besejrede Iran i bronzekampen med 21-20. Det var tredje gang i træk, at holdet fra Qatar vandt medaljer – i 2002 vandt holdet sølv, mens det i 2004 som nævnt blev til bronze.
Ud over mesterskabet spillede holdene endvidere om de tre ledige asiatiske pladser ved VM-slutrunden i håndbold 2007. De tre VM-pladser gik til de tre medaljevindere: Kuwait, Sydkorea og Qatar.

## Resultater

### Indledende runde

#### Gruppe A
| Dato  | Kamp                | Res.  |
| ----- | ------------------- | ----- |
| 12.2. | Kuwait - Bahrain    | 32-30 |
| 12.2. | Jordan - Thailand   | 45-26 |
| 13.2. | Sydkorea - Bahrain  | 40-31 |
| 13.2. | Kuwait - Jordan     | 28-25 |
| 14.2. | Sydkorea - Thailand | 47-15 |
| 15.2. | Bahrain - Jordan    | 27-26 |
| 15.2. | Kuwait - Sydkorea   | 27-25 |
| 16.2. | Bahrain - Thailand  | 40-19 |
| 16.2. | Sydkorea - Jordan   | 38-34 |
| 17.2. | Kuwait - Thailand   | 54-21 |

| Hold     | Kampe | Mål     | Point |
| -------- | ----- | ------- | ----- |
| Kuwait   | 4     | 141-101 | 8     |
| Sydkorea | 4     | 150-107 | 6     |
| Bahrain  | 4     | 128-117 | 4     |
| Jordan   | 4     | 130-119 | 2     |
| Thailand | 4     | 081-186 | 0     |

#### Gruppe B
| Dato  | Kamp          | Res.  |
| ----- | ------------- | ----- |
| 12.2. | Iran - Japan  | 28-25 |
| 13.2. | Qatar - Iran  | 21-20 |
| 14.2. | Qatar - Kina  | 28-14 |
| 15.2. | Japan - Kina  | 38-20 |
| 17.2. | Qatar - Japan | 30-34 |
| 17.2. | Iran - Kina   | 31-15 |

| Hold  | Kampe | Mål   | Point |
| ----- | ----- | ----- | ----- |
| Qatar | 3     | 83-64 | 6     |
| Iran  | 3     | 79-62 | 4     |
| Japan | 3     | 93-82 | 2     |
| Kina  | 3     | 50-97 | 0     |

### Placeringskampe
| Dato  | Kamptype           | Kamp            | Res.  |
| ----- | ------------------ | --------------- | ----- |
| 19.2. | Kamp om 7.-pladsen | Jordan - Kina   | 28-25 |
| 19.2. | Kamp om 5.-pladsen | Japan - Bahrain | 37-32 |

### Semifinaler, bronzekamp og finale
| Dato        | Kamp              | Res.        |
| Semifinaler | Semifinaler       | Semifinaler |
| ----------- | ----------------- | ----------- |
| 19.2.       | Kuwait - Iran     | 27-23       |
| 19.2.       | Sydkorea - Qatar  | 29-26       |
| Bronzekamp  |                   |             |
| 21.2.       | Qatar - Iran      | 21-20       |
| Finale      |                   |             |
| 21.2.       | Kuwait - Sydkorea | 33-30       |

### Samlet rangering
| Plac.  | Hold     |
| ------ | -------- |
| Guld   | Kuwait   |
| Sølv   | Sydkorea |
| Bronze | Qatar    |
| 4.     | Iran     |
| 5.     | Japan    |
| 6.     | Bahrain  |
| 7.     | Jordan   |
| 8.     | Kina     |
| 9.     | Thailand |